# Hallenbad Süd
Das Hallenbad Süd, auch Südbad genannt, ist ein 1970 eröffnetes Schwimmbad im Stadtteil Neustadt in Bremen. Es befindet sich am Neustadtswall 81 in den Neustadtswallanlagen und gehört zu den städtischen Bremer Bädern, die von der Bremer Bäder GmbH geführt werden. Es gehört zu den bedeutenden Bremer Bauwerken.

## Bauwerk
1969/70 wurde das Hallenbad Süd in der Bremer Neustadt nach Plänen von Carl Rotermund und Walter Sommer in den Neustadtswallanlagen neben der Hochschule Bremen erbaut. Wegen seiner markanten Form fand es in Fachzeitschriften Erwähnung und wurde ein bauliches Wahrzeichen der Neustadt. Die Grundrissform der Gesamtanlage ist annähernd quadratisch. Die Schwimmhalle ist durch ihre besondere Dachform herausgehoben. Zwei stählerne Pylonen, die zwischen den Becken stehen, tragen ein Hängedach in Form eines ungleichschenkligen flachen Vs. Das Hallenbad hat zwei Schwimmbecken, davon eines als Lehrschwimmbecken und das zweite als für Wettkämpfe geeignetes Becken mit 25-m-Bahnen sowie dem 1-m- und dem 3-m-Sprungbrett. Ein Wellnessbereich mit einer Blockhaussauna und Fußbädern sowie eine Dachterrasse mit einem Wintergarten ergänzen das Bad.
Nach einer Sanierung wurde es 2003 wiedereröffnet. Eine 72 Meter lange Riesenrutsche ergänzt seither die Anlagen.